# MultiMediaCard

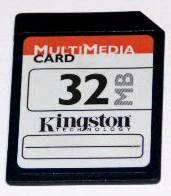
A 32 MB-os MultiMediaCard

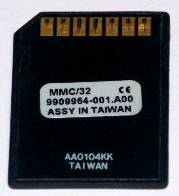
MultiMediaCard hátoldala

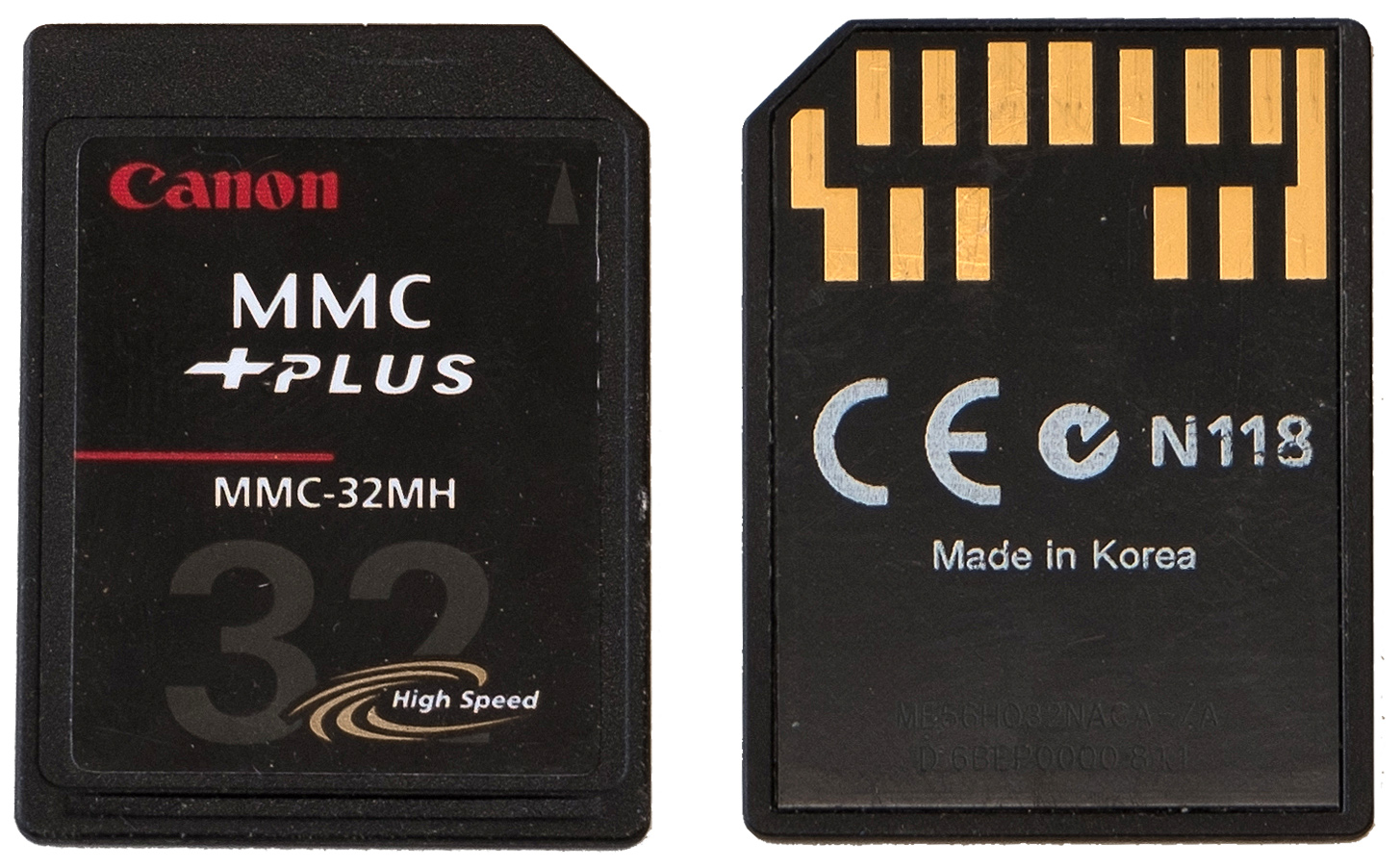
MMC High Speed 32 MB

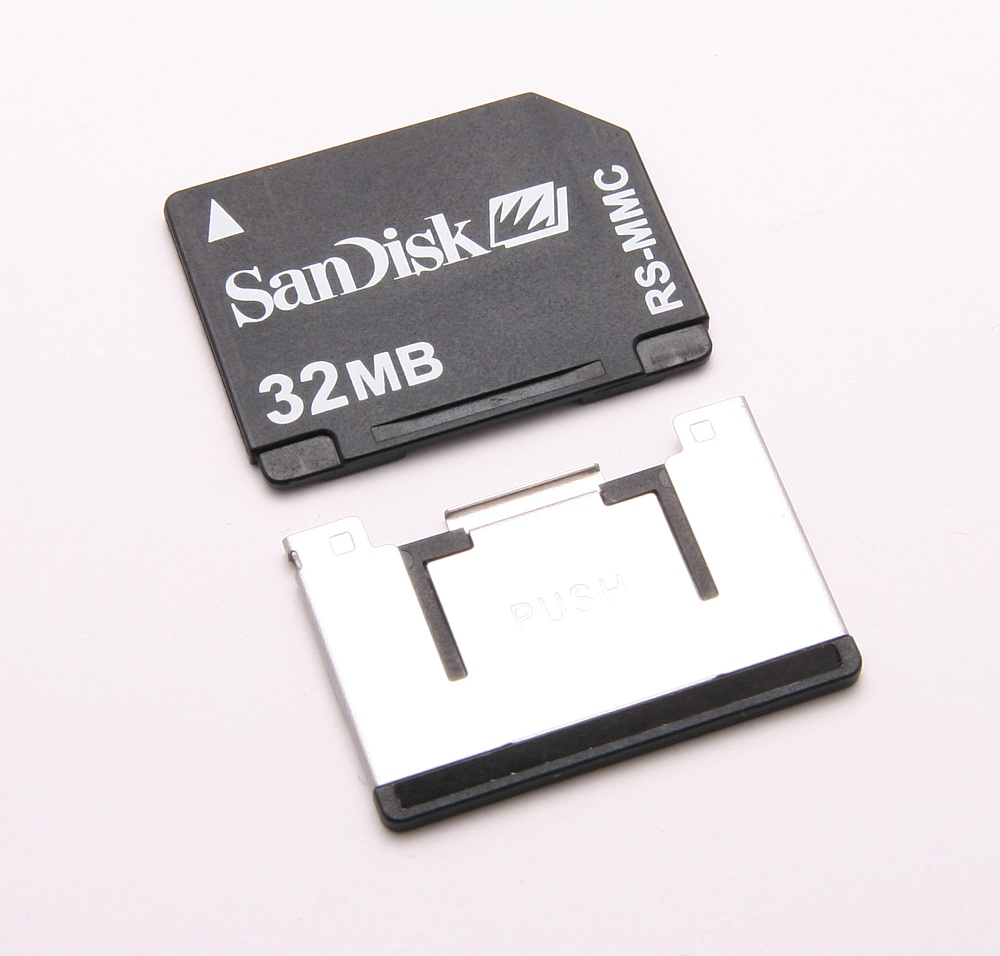
RS-MMC kártya adapterrel

A MultiMediaCard (MMC) egy flash memória kártya, melyet a Siemens és a Sandisk jelentett be 1997-ben. Ez a kártya a Secure Digital (SD) kártya elődjének tekinthető. Ezért van az, hogy a legtöbb SD kártyát használó készülékben használhatók az MMC kártyák. Az alap MMC kártya 7 érintkezős és soros buszon keresztül kommunikál a külvilággal, valamint a vezérlő elektronika a kártyába van építve. Elméleti maximális sebessége kb. 2,5 MB/s szekvenciális íráskor és olvasáskor. Véletlenszerű olvasáskor ugyancsak elérhető az elméleti a 2,5 MB/s, viszont véletlenszerű íráskor a sebesség jelentősen visszaesik kb. 0,4 – 0,8 MB/s-ra. 
Az MMC kártyákat mobiltelefonokban, PDA készülékekben, MP3 lejátszókban szokták használni.

## Reduced-Size MMC (RS-MMC)
Csökkentett méretű MMC kártya. A Hitachi/EEMS SpA 2002-ben jelentette be az MMC kártyák kisebb változatát, melyet elsősorban mobiltelefonokba szántak. Ez a kártya is 7 érintkezős és soros buszon keresztül kommunikál. Sebessége az alap MMC kártya sebességével egyezik meg. Ezekhez a kártyákhoz kapható egy adapter is, melyet a kártyára helyezve használhatjuk az alap MMC foglalatban is.

## Dual Voltage Reduced-Size MMC (DV RS-MMC)
Két feszültségű csökkentett méretű MMC kártya. A mobil kézikészülékekben egyre jelentősebb szempont volt a kisebb fogyasztás elérése, ezért a Kingston és a Transcend közös fejlesztéseként 2004-ben megjelent ez az új kártyatípus. A kártya két feszültségen is üzemképes 1,8 és 3,3 V-on. Ezekhez a kártyákhoz is kapható egy adapter, melyet a kártyára helyezve használhatjuk az alap MMC foglalatban is.

## MMC4.x, vagy High Speed MMC (HS-MMC)
Újabb fejlesztésű kártya, melyet a Siemens/Sandisk 2004-ben jelentett be a hagyományos méretű MMC kártyák leváltására. A kártya 13 érintkezővel rendelkezik és ugyancsak soros buszon keresztül kommunikál a külvilággal, valamint vezérlő elektronika a kártyába van építve. A megnövelt érintkező szám miatt az azt kihasználó készülékekben elméletileg az 52 MB/s-os sebesség is elérhető. Ha viszont olyan készülékben használjuk, ami nem támogatja a 13 érintkezőt, akkor úgy használhatjuk, mint egy alap MMC kártyát, azaz a sebességek is visszaesnek az alap MMC kártya sebességére. 

## MMCPlus
A HS-MMC továbbfejlesztése, mely már két üzemfeszültségen is használható 1,8 és 3,3 V

## MMCmobile
A DV RS-MMC kártya továbbfejlesztése. A kártya 13 érintkezővel rendelkezik és soros buszon keresztül kommunikál a külvilággal. A megnövelt érintkező szám miatt az azt kihasználó készülékekben elméletileg az 52 MB/s-os sebesség is elérhető.

## embedded MMC (eMMC)
Beágyazott rendszerekben alkalmazzák, nyomtatott áramkörön fixen telepítve (felforrasztva).

## Összefoglaló táblázat
|                | MMC         | HS-MMC      | MMCplus                   | RS-MMC      | DV RS-MMC                 | MMCmobile                 |
| -------------- | ----------- | ----------- | ------------------------- | ----------- | ------------------------- | ------------------------- |
| Szélesség      | 24mm        | 24mm        | 24mm                      | 24mm        | 24mm                      | 24mm                      |
| Magasság       | 32mm        | 32mm        | 32mm                      | 18mm        | 18mm                      | 18mm                      |
| Vastagság      | 1.4mm       | 1.4mm       | 1.4mm                     | 1.4mm       | 1.4mm                     | 1.4mm                     |
| Érintkezők     | 7           | 13          | 13                        | 7           | 7                         | 13                        |
| Üzemfeszültség | 2.7V – 3.6V | 2.7V – 3.6V | 1.65V – 1.95V 2.7V – 3.6V | 2.7V – 3.6V | 1.65V – 1.95V 2.7V – 3.6V | 1.65V – 1.95V 2.7V – 3.6V |
| Sebesség       | 2.5MB/s     | 52MB/s      | 52MB/s                    | 2.5MB/s     | 3.25MB/s                  | 52 MB/s                   |

## Lásd még
- Memóriakártya
- Flash memória